# Zen de Python

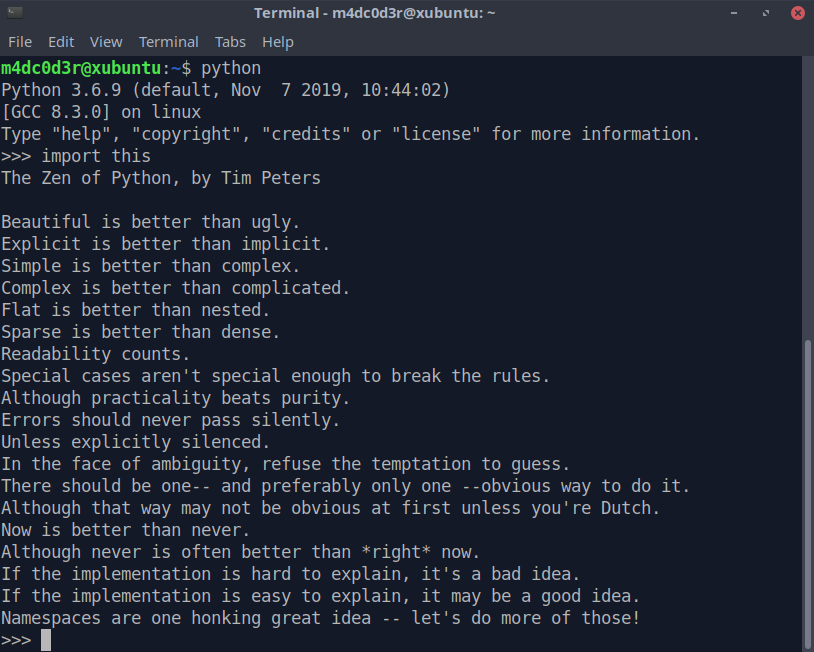
Le "Zen of Python" (en anglais) vu dans un terminal.

Le Zen de Python est un ensemble de 19 principes qui influencent la conception du langage de programmation Python, et sont utiles pour comprendre et utiliser le langage.
Écrit et publié sur la liste de discussion de Python en juin 1999 par Tim Peters (en), le Zen de Python a été ensuite publié comme le Python Enhancement Proposal (PEP) numéro 20. Il est aussi inclus comme « Easter egg » dans la distribution de l'interpréteur Python, et apparait quand on tape la commande import this.
Le message initial sur la liste de discussion, comme les publications ultérieures, mentionnent non pas 19, mais 20 principes, « En en comptant un (...) à rajouter par Guido », mais ce vingtième principe n'a jamais été publié, et n'existe probablement pas. Le texte inclut aussi une référence implicite à Guido Van Rossum (dans la strophe « à moins d'être Néerlandais »).
Le texte en anglais a été mis dans le domaine public.

## Texte
Une traduction en français a été diffusée sous une licence Creative Commons BY-NC-SA dans un cours de programmation Python :
Préfère :

      la beauté à la laideur,

      l'explicite à l'implicite,

      le simple au complexe

      et le complexe au compliqué,

      le déroulé à l'imbriqué,

      l'aéré au compact.

Prends en compte la lisibilité.

Les cas particuliers ne le sont jamais assez pour violer les règles.

Mais, à la pureté, privilégie l'aspect pratique.

Ne passe pas les erreurs sous silence,

... ou bâillonne-les explicitement.

Face à l'ambiguïté, à deviner ne te laisse pas aller.

Sache qu'il ne devrait [y] avoir qu'une et une seule façon de procéder,

même si, de prime abord, elle n'est pas évidente, à moins d'être Néerlandais.

Mieux vaut maintenant que jamais.

Cependant jamais est souvent mieux qu'immédiatement.

Si l'implémentation s'explique difficilement, c'est une mauvaise idée.

Si l'implémentation s'explique aisément, c'est peut-être une bonne idée.

Les espaces de nommage ! Sacrée bonne idée ! Faisons plus de trucs comme ça.

Les « espaces de nommage » mentionnés dans la dernière strophe désignent les espaces de noms (namespaces en anglais) ; ceux-ci assignent un ensemble d'objets (entiers, réels, chaînes de caractères, etc.) à un ensemble de termes d'un répertoire,